# Emmanuelle (album)
Emmanuelle è un album discografico del musicista italiano Il Guardiano del Faro (Federico Monti Arduini), pubblicato da Polydor nel 1975.
È di fatto una ristampa dell'album Concerto d'amore (1974) con il fronte copertina simile e, come il nuovo titolo suggerisce, con il tema dal film Emmanuelle (1974) al posto del brano Concerto d'amore (finale) dello stesso Monti Arduini, che chiudeva le prime edizioni di quel disco.

## Tracce
Lato A
1. Someday Somewhere (strumentale) – 3:00 (musica: Stélios Vlavianós, Alec Rupen Contandinos)
2. Love's Theme (strumentale) – 4:05 (musica: Barry White)
3. The Way We Were (dal film «Come eravamo») (strumentale) – 3:00 (musica: Alan Bergman, Marilyn Bergman, Marvin Hamlisch)
4. Serpico (dal film omonimo) (strumentale) – 3:19 (musica: Mikīs Theodōrakīs)
5. The Entertainer (dal film «La stangata») (strumentale) – 3:00 (musica: Scott Joplin)

Lato B
1. Concerto d'amore (strumentale) – 3:35 (musica: Arfemo)
2. The Air That I Breathe (strumentale) – 3:41 (musica: Albert Hammond, Mike Hazelwood)
3. Così dolce (strumentale) – 2:30 (musica: Giulio Libano)
4. Sag Warum (strumentale) – 2:42 (musica: Harvey Philip Spector)
5. Killing Me Softly with His Song (strumentale) – 3:23 (musica: Charles Fox)
6. Tema dal film «Emmanuelle» (strumentale) – 2:21 (musica: Pierre Bachelet, Hervé Roy)